# Салариды

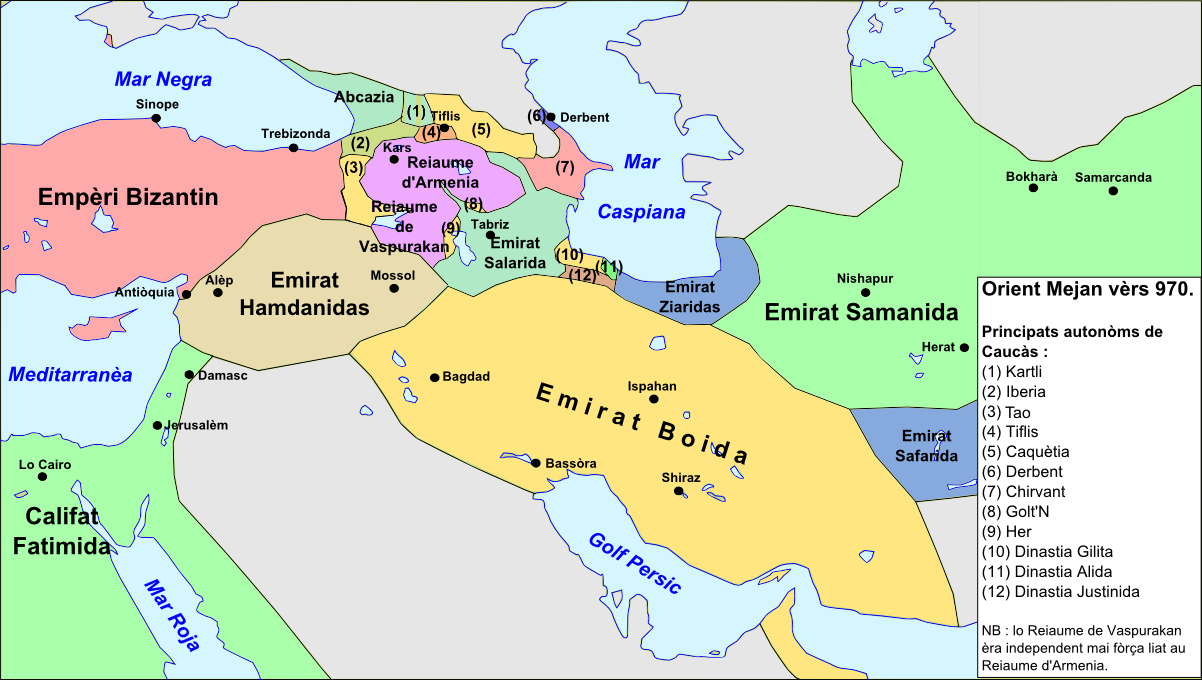
Государство Саларидов

Салари́ды (перс. سالاریان‎) или Мусафири́ды (перс. مسافریان‎) или Кангари́ды (перс. کانگوریان‎) — династия иранского происхождения из Азербайджана (историческая область главным образом на северо-западе Ирана) во второй половине X века. Известна главным образом своим правлением над Иранским Азербайджаном и частью Армении (Двинский эмират) начиная с 941 до 981 года. Правление Саларидов ознаменовало новый период в истории Ирана известный под названием «иранское интермеццо» длившийся с IX по XI века и характерной особенностью которого было приход к власти коренных иранских династий.

## Государство Саларидов
Салариды — дейлемитского происхождения. Марзубан ибн Мухаммад (941—957) стал основателем династии Салари, таким же образом называлось его государство. В 40-х годах X века он захватил Азербайджан (область главным образом на север-западе Ирана, к югу от реки Аракс) и часть Аррана, основав династию Саларидов. Столицей государства Саларидов тоже был город Ардебиль. Через некоторое время зависимыми от Салари оказались северо-западные земли Аррана и государство Ширваншахов. Они захватили также Дербент.
В экономическом плане государство успешно развивалась — росла торговля как внутренняя, так и внешняя, развивалось ремесленное производство. В годы правления Саларидов в Каспийском море начали плавать торговые суда. Усилилась экономическая и военно-политическая роль Азербайджана на Ближнем Востоке и Среднем Востоке.

## Конец династии
После смерти Марзбана ибн Мухаммеда (957) началась борьба за власть между его сыновьями и братом Вахсуданом. Междоусобица и постоянные набеги русов на прикаспийские территории (Набег русов на Бердаа в 943 или 944 году) ускорили падение государства.
В 971 году курдская династия Шеддадиды изгнали Саларидов из Аррана. Окрепший в период ослабления власти династии Салари правитель Тебриза, Мараги и Ахара Абульхидж в 981 году победил последнего Салари Ибрагима ибн Марзбана и стал основоположником государства Раввадидов.

## Династия Саларидов
- Марзубан ибн Мухаммад (941—957)
- Вахсудан (957—960)
- Ибрагим ибн Марзбан (960—981)